# Catageus sunda
Espèce
Synonymes
- Stygophrynus sunda Rahmadi & Harvey, 2008

Catageus sunda est une espèce d'amblypyges de la famille des Charontidae.

## Distribution
Cette espèce est endémique de Java en Indonésie,.

## Description
Le mâle holotype mesure 13,00 mm et la femelle paratype 13,00 mm.

## Publication originale
- Rahmadi & Harvey, 2008 : A first epigean species of Stygophrynus Kraepelin (Amblypygi: Charontidae) from Java and adjacent islands, Indonesia with notes on S. dammermani Roewer, 1928. Raffles Bulletin of Zoology, vol. 56, no 2, p. 281-288.